# Planorbella multivolvis
Planorbella multivolvis är en snäckart som först beskrevs av Case 1847.  Planorbella multivolvis ingår i släktet Planorbella och familjen posthornssnäckor. IUCN kategoriserar arten globalt som utdöd. Inga underarter finns listade i Catalogue of Life.